# Каражар (Целиноградский район)
Каражар (каз. Қаражар, до 199? г. — Соц. Казахстан) — село в Целиноградском районе Акмолинской области Казахстана. Входит в состав Караоткельского сельского округа. Код КАТО — 116648700.

## География
Село расположено на правом берегу реки Саркырама, которая вытекает из Нуры в Ишим, на расстоянии примерно 17 километров (по прямой) к востоку от административного центра района — села Акмол, в 3 километрах к югу от административного центра сельского округа — села Караоткель.
Абсолютная высота — 346 метров над уровнем моря.
Ближайшие населённые пункты: село Караоткель — на севере, город Астана — на востоке.
Севернее села проходит автодорога республиканского значения — Р-2 «Астана — Коргалжын» (с подъездом к Коргалжынскому заповеднику).

## Население
В 1989 году население села составляло 239 человек (из них казахи — 100%).

В 1999 году население села составляло 293 человека (150 мужчин и 143 женщины). По данным переписи 2009 года, в селе проживало 579 человек (291 мужчина и 288 женщин).
| Численность населения | Численность населения | Численность населения |
| 1989                  | 1999                  | 2009                  |
| --------------------- | --------------------- | --------------------- |
| 239                   | ↗293                  | ↗579                  |

## Инфраструктура[6]
- Фельдшерский амбулаторный пункт
- Средняя школа №8
- Средняя школа села Каражар